# Castell de Portaran
El Castell de Portaran era un castell medieval a l'actual terme municipal d'Alt Àneu, de la comarca del Pallars Sobirà, dins l'antic terme de Sorpe, Era al nord-est de València d'Àneu, a l'esquerra de la Noguera Pallaresa, prop del lloc on l'antic camí de la Vall d'Aran travessava aquest riu, dalt d'un turó que dominava el pas del camí. En queden poques restes, entre elles una torre de planta rectangular, de 3,7 per 4,8 metres de costats, que conserva una alçada de prop de 2 metres de parets. Al costat sud es conserva part del fossat, que arriba als 3,3 metres d'ample.